# Trescault
Trescault är en kommun i departementet Pas-de-Calais i regionen Hauts-de-France i norra Frankrike. Kommunen ligger i kantonen Bertincourt som tillhör arrondissementet Arras. År 2022 hade Trescault 194 invånare.

## Befolkningsutveckling
Antalet invånare i kommunen Trescault
| Referens: INSEE |